# Taís de Alexandria
Santa Taís é uma santa do século IV.

## Hagiografia, biografia

### Escritos antigos
Taís supostamente viveu durante o século IV, no Egito Romano. Sua história está incluída na hagiografia literária sobre a vida dos santos na Igreja grega. Dois desses esboços biográficos chegaram até nós. O primeiro, em grego, talvez originado durante o quinto século. Ele foi traduzido para o latim como o Vita Thaisis [Vida de Taís] por Dionísio, o Exíguo durante o sexto ou sétimo século. Outro sketch vem a nós em latim medieval de Marbodo de Rennes (d. 1123). Taís também aparece em grego Martirológios por Maurolico e Greven, no entanto, não em latim martyrologies. A vida do deserto, santos e eremitas do Egito, incluindo St. Homônimo, foram coletadas no Vitae instituições de seus pais [Vidas dos Padres do Deserto].

#### Ópera de Massenet

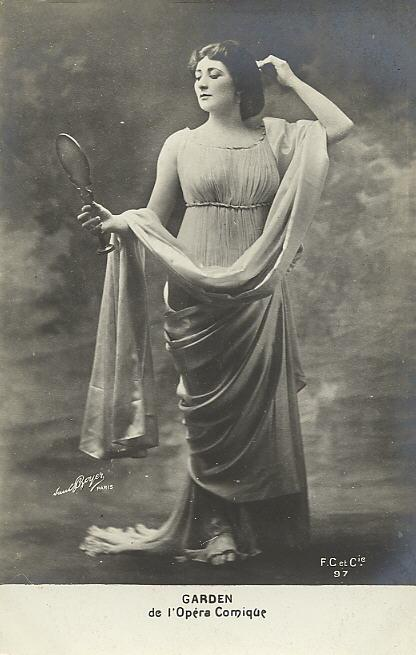
Maria Jardim executa no Massenet ópera madama butterfly.